# Louis-Maurice Boutet de Monvel
Louis-Maurice Boutet de Monvel (Orléans, 18 ottobre 1850 – Parigi, 16 marzo 1913) è stato un pittore e illustratore francese.

## Biografia
Ad eccezione del padre, che era un chimico, Louis-Maurice crebbe in una famiglia di artisti e studiò alla École des beaux-arts di Parigi, dove ebbe diversi insegnanti illustri: Alexandre Cabanel, Jules Joseph Lefebvre, Gustave Boulanger e Carolus-Duran. Si mostrò aperto a molte tendenze, pur avendo particolare inclinazione per il giapponismo e per i Preraffaelliti inglesi.

Nel 1874 cominciò ad esporre con successo in diversi Salon, facendosi notare per l'eccellenza dei ritratti. Nel 1878 al Salon di Parigi ottenne una medaglia di 3ª classe per il quadro "Il buon samaritano". L'anno seguente presentò: "Arabi che tornano dal mercato", e la tela venne acquistata dal Museo di Amiens. Nel 1900 gli fu conferita la medaglia d'oro all'Esposizione universale.

Già dal 1881, però, a causa di una salute piuttosto vulnerabile, aveva iniziato l'attività di illustratore, collaborando con diverse riviste. In particolare amò dedicarsi alle illustrazioni dei libri per bambini, iniziando con il Giornalino di San Niccolò.

Questi disegni gli procurarono una discreta fama internazionale, specie in Inghilterra e negli Stati Uniti, dove gli vennero dedicate numerose mostre.
Le sue opere più note in questo campo sono gli album rettangolari come "Canzoni francesi per i piccoli francesi", "Vecchie canzoni per i bambini", "La civiltà infantile e onesta" e le "Favole di La Fontaine", riedite sia in Francia che negli USA.

Illustrò anche due testi di Anatole France: "Bambine e bambini" e "I nostri figli, scene di vita e scene campestri". Ma è la sua "Giovanna d'Arco" che segna l'apice del suo talento e il compimento della sua opera. Libro del tutto innovativo, fu pubblicato nel 1896.
Risiedette quasi sempre a Meudon, dove si era costruito una casa fra gli alberi, a non molta distanza da quella di un altro pittore e illustratore famoso: Louis Tauzin.

Boutet de Monvel morì nella sua abitazione di Parigi a 62 anni. Anche suo figlio Bernard e suo nipote Pierre Brissaud sono ricordati come pittori e illustratori.

## Galleria d'immagini

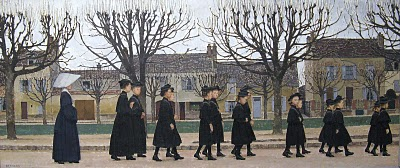
Il collegio di Nemours, 1909.
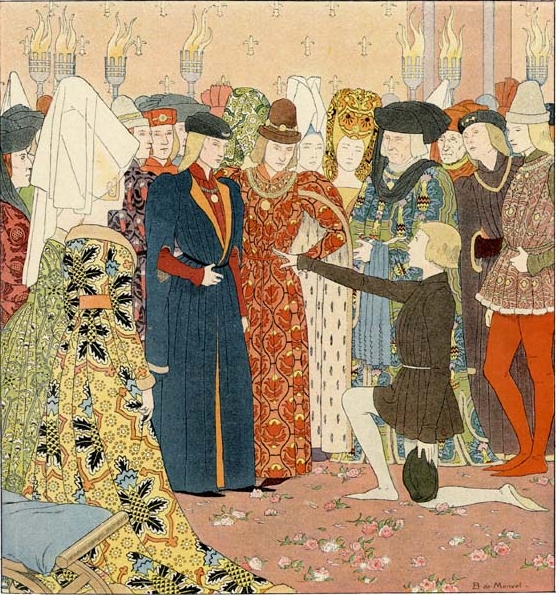
Giovanna d'Arco
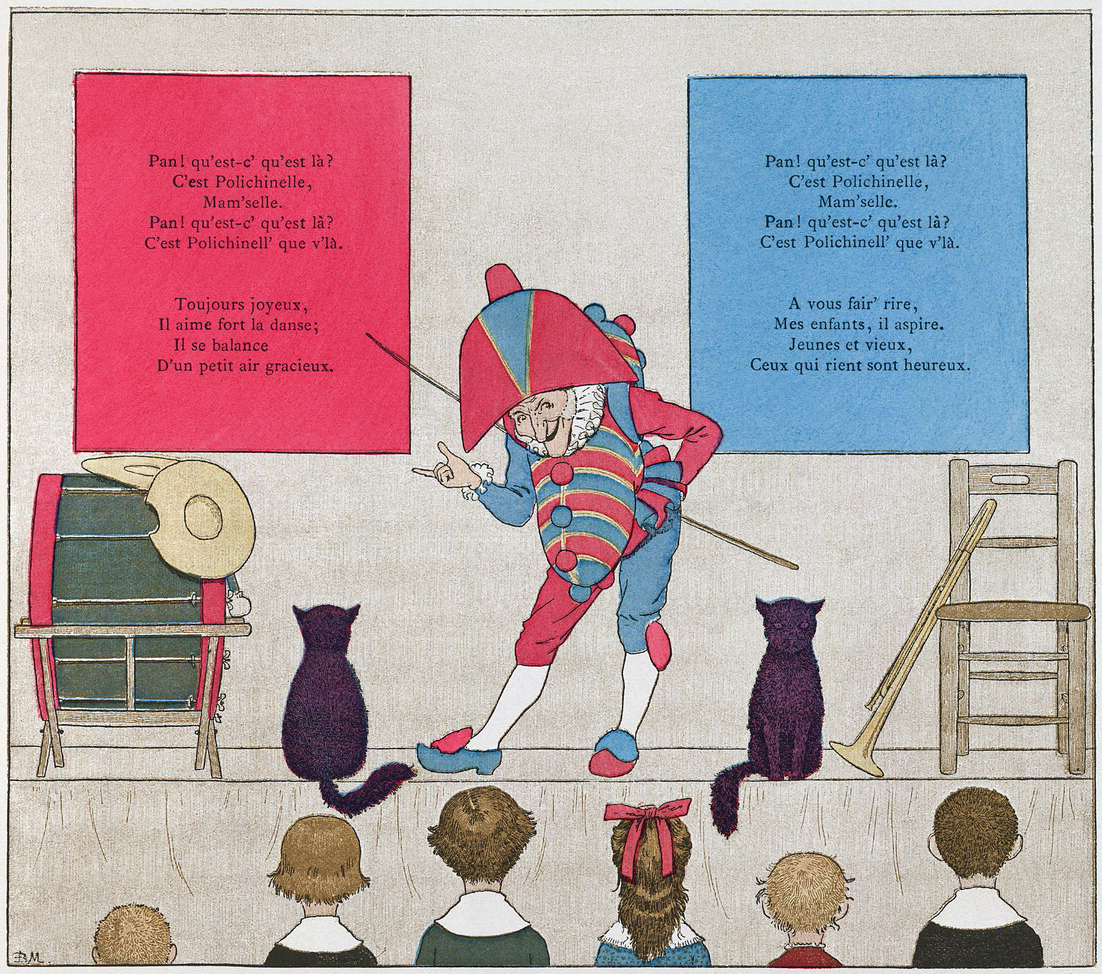
Vecchie canzoni per i bambini
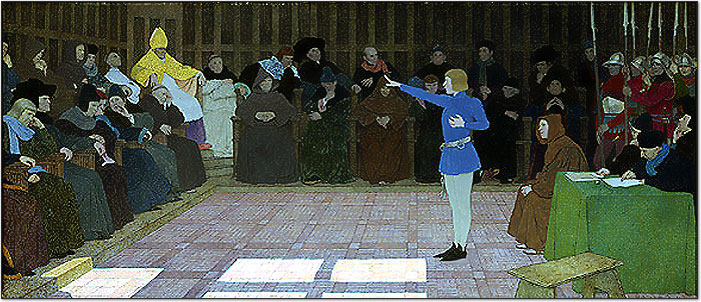
Giovanna d'Arco

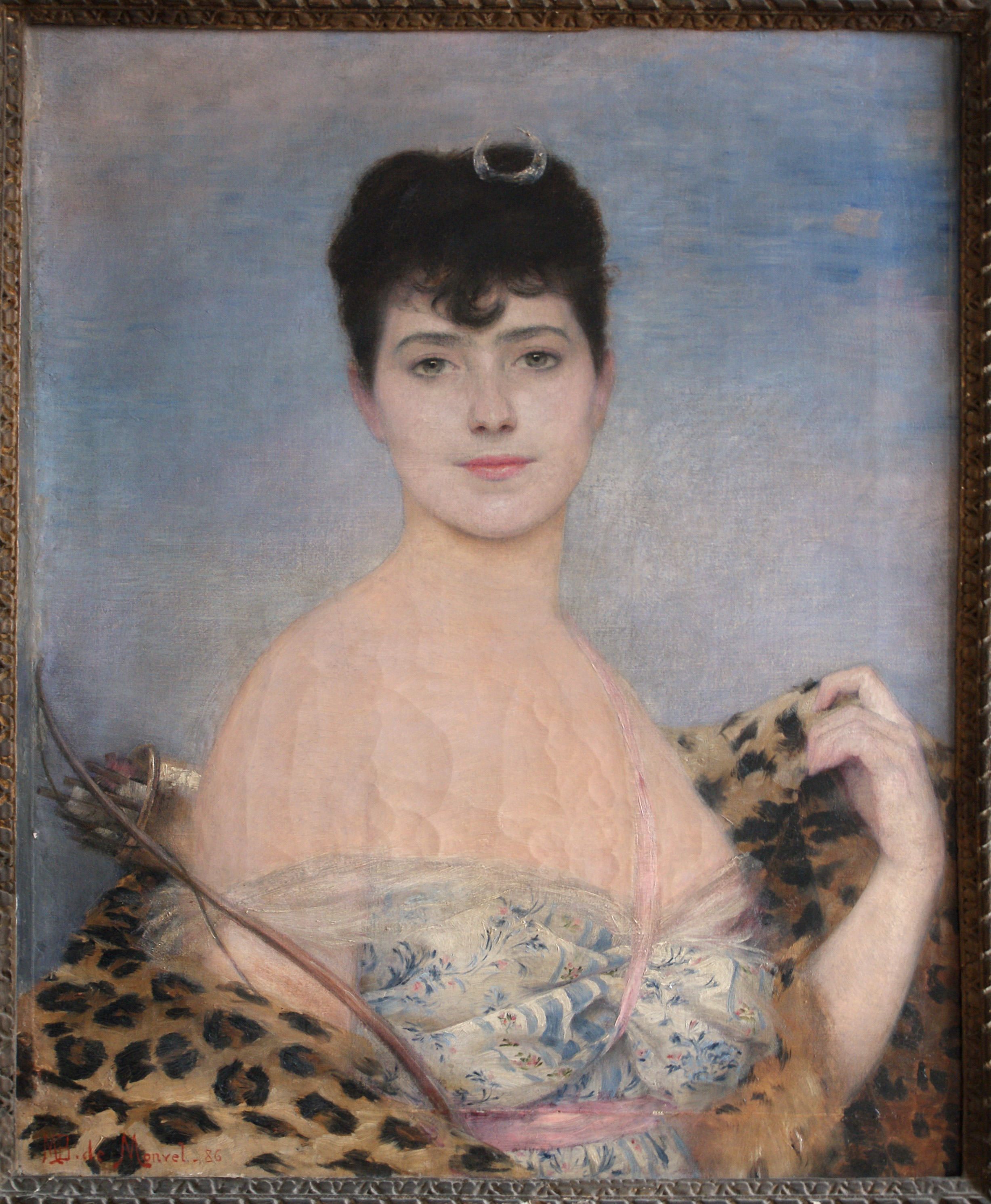
Rachel Boyer
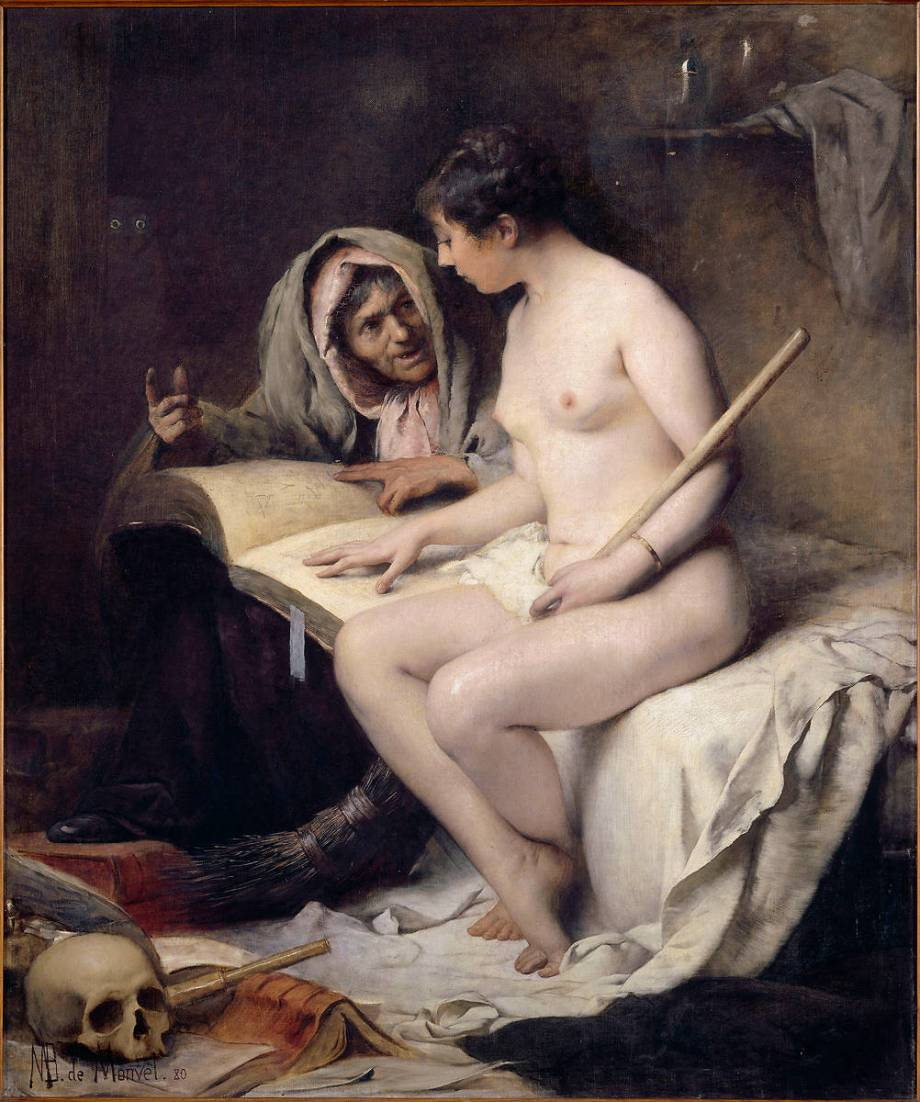
La lezione prima del sabato
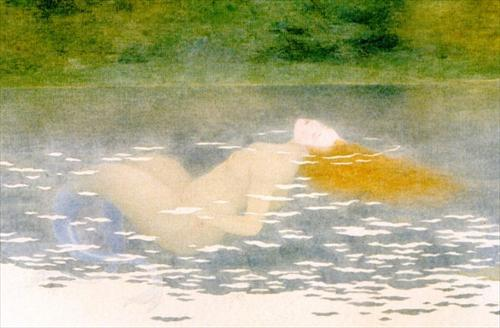
Sirena
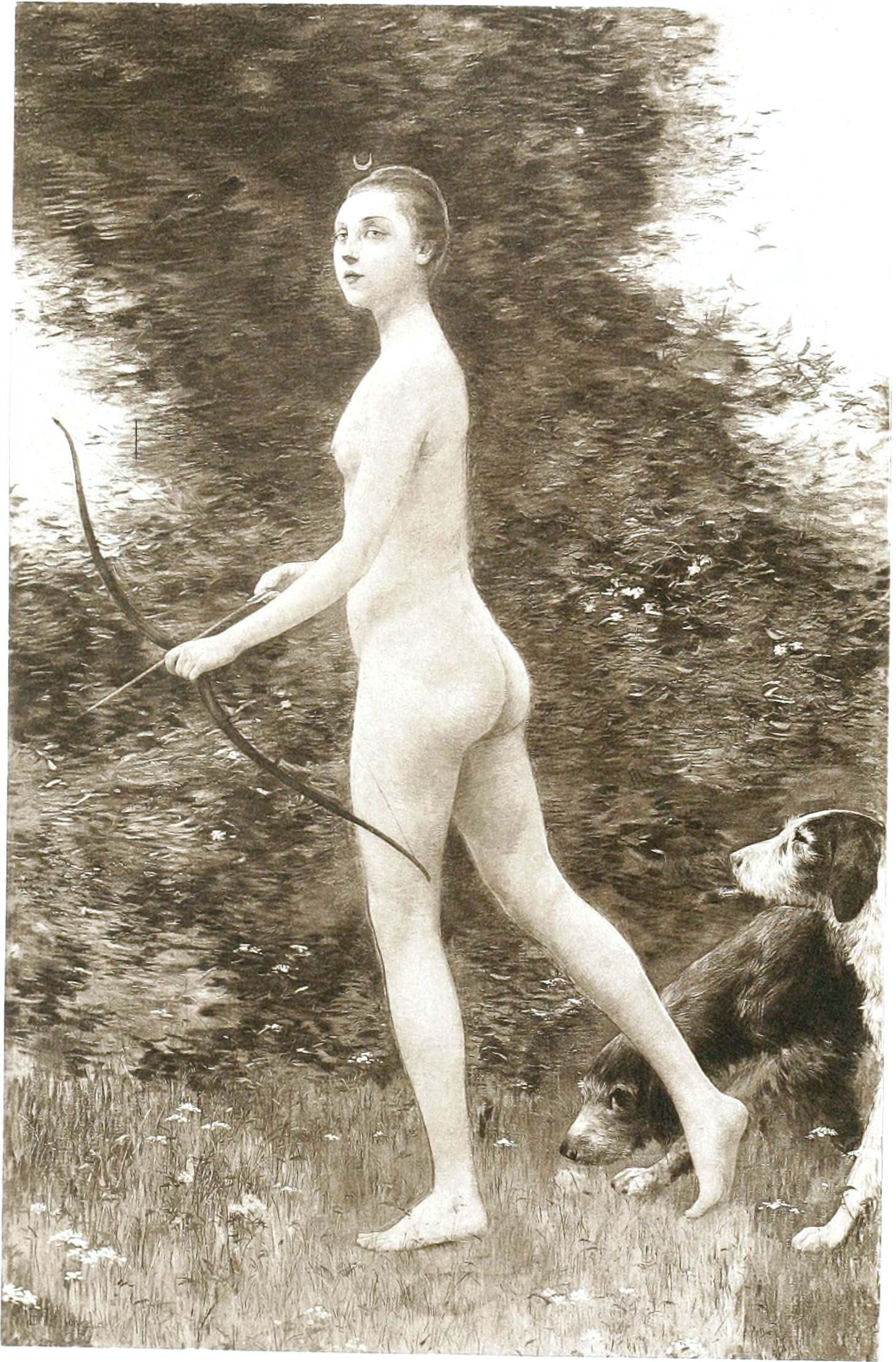
Diana giovanetta, 1893.
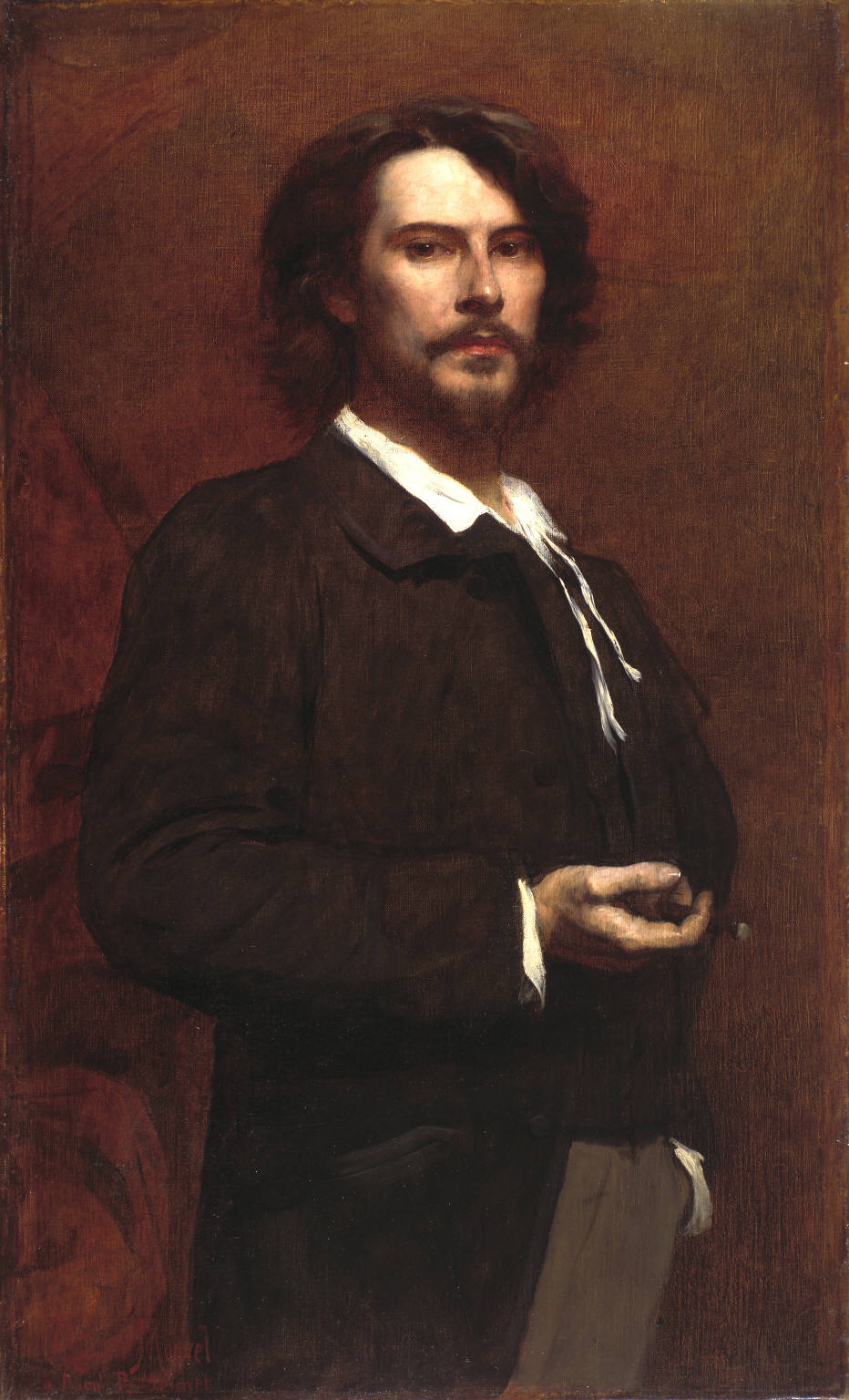
Paul Mounet, 1875.

## Altri progetti

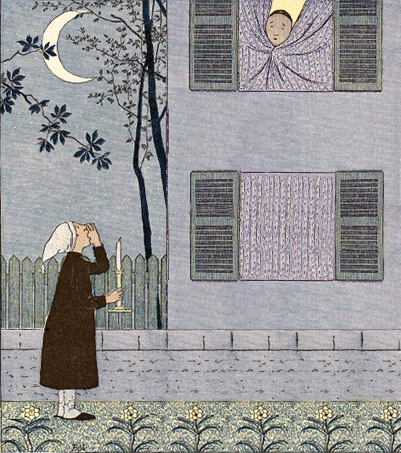
Au clair de la lune